# Tamphana maoma
Tamphana maoma is een vlinder uit de familie van de Apatelodidae (Bombycidae). De wetenschappelijke naam van de soort is voor het eerst geldig gepubliceerd in 1920 door William Schaus.